# 1157

## أحداث
- 12 يناير - 16 مارس - الخليفة المقتفي يدافع بنجاح بغداد ضد قوات التحالف المكونة السلطان محمد الثاني السلجوقي، والأتابك قطب الدين مودود

## مواليد
- ريتشارد الأول ملك إنجلترا

## وفيات
- ألفونسو السابع